# Višgorod
Višgorod (ukrajinsko Ви́шгород) je mesto v Kijevski oblasti, malo severno od ukrajinske prestolnice Kijev.  Nahaja se na desnem (zahodnem) bregu reke Dneper na skrajnem jugu Kijevskega jezera. V mestu je Kijevska hidroelektrarna. Je upravno središče Višgorodskega rajona in mestne gromade (občine) Višgorod. Leta 2020 je imel 32.396 prebivalcev.

## Zgodovina
Višgorod, kar pomeni »mesto gorvodno«, je bi prvič omenjen leta 946, ko je bil opisan kot najljubša rezidenca svete Olge. Omenjen tudi v De administrando imperio kot utrjen grad na Dnepru in rezidenca monarhov Kijevske Rusije do leta 1240, ko so ga oplenili Mongoli. V Višgorodu je imel Vladimir Veliki (vladal 980-1015) harem 300 priležnic. Po mongolski invaziji se Višgorod ponovno pojavi v zapisih šele leta 1523, ko je omenjen kot revna vas.
V letih 1934-1937 in 1947 so arheologi izkopali ostanke srednjeveškega mesta. Najbolj presenetljiva najdba je bila klet osemstebrne cerkve sv. Vasilija, ki jo je zgradil Vladimir Veliki in jo poimenoval po svojem zavetniku. Cerkev  je bila ena največjih v Kijevski Rusiji in so jo gradili dvajset let. Pred mongolsko invazijo so bile v cerkvi relikvije prvih vzhodnoslovanskih svetnikov Borisa in Gleba. Usoda relikvij po invaziji ostaja skrivnost. Nedaleč od mesta je nekoč stal starodavni kozaški vojaški Mežigirski samostan.
Po izgradnji hidroelektrarne Kijev se je Višgorod močno povečal in leta 1968 dobil status mesta.

## Industrija
V Višgorodu je več kot 1.500 podjetij in družb. Najpomembnejše so Hidroelektrarna Kijev in Črpalna hidroelektrarna Kijev, ki delujeta pod okriljem Ukrhidroenerga, in tovarna gradbenega materiala v lasti nemškega Henkla.

## Transport
Višgorod je s Kijevom in drugimi mesti povezan predvsem s cestami. Obstaja tudi neelektrificirana končna železniška povezava s Kijevom, ki se uporablja tako za tovorni promet kot za primestne potniške storitve ob prometnih konicah. Objekti mestnega rečnega pristanišča se uporabljajo samo za lokalne industrijske namene. Lokalni avtobusi vozijo med Višgorodom in postajo Heroji Dnepra, končno postajo kijevske podzemne železniške proge Obolonsko–Teremkivska.

## Šport
Leta 2011 je Višgorod kot prvo ukrajinsko mesto gostil svetovno prevenstvo motornih čolnov.

## Pobratena mesta
- Delčevo, Severna Makedonija
- Eichenau, Nemčija
- Kaniv, Ukrajina
- Lörrach, Nemčija
- Rakvere, Estonija
- Sens, Francija
- Wyszków, Poljska